# Психоз (фільм)
«Психоз» (англ. Psychosis) — британський психологічний трилер 2010 р. режисера та сценариста Рега Тревіса, історія Майкла Армстронга. Рімейк епізоду «Будинок мрій» (англ. Dreamhouse) з антології Час крику (англ. Screamtime).
Фільм випущений у Великій Британії в липні 2010 р. і 11 січня 2011-го — в США. Бюджет склав $1 млн.

## Сюжет
У 1992 році групу молодих анархістів, які прагнуть зберегти місцеву дику природу, жорстоко вбивають. 
Сюжет розвивається 15 років потому, успішний романіст Сьюзан переїжджає в сусідній будинок разом з чоловіком Девідом, які придбали його в надії, що це допоможе у писемницькій діяльності. Таке життя для Сьюзен непросте: вона бачить як єгер будинку Пек займається сексом з сусідкою у лісі, а потім спокушає і її. Жінка починає спостерігати дивні видіння в будинку, окривавлені органи, вбивцю, людей, які з'являються і зникають. Пізніше з'ясувалося, що Сьюзан раніше страждала на нервовий зрив.
Девід же наполягає, що нічого страшного немає. Марення входять у плани Девіда, який спеціально провокує психічно неврівноважену дружину. Одного разу, будучи наляканою шумом в будинку, Сьюзен бере кухонний ніж і встромляє його у чоловіка, яким виявляється Пек. Його смерть дає можливість Девіду відправити дружину до психіатричної лікарні. Книга Сьюзен Голден стає бестселером, доходами від яких і збирається скористатися її коханий. Пізніше його вбиває по-звірячому вбивця, якого постійно бачила Сьюзен, що означає: бачення новелістки ніколи не були пов'язані з безумством, вона побачила майбутнє вбивство, що відбудеться в будинку.

## Ролі
- Харизма Карпентер — Сьюзен
- Пол Скулфор — Девід
- Рікі Гарнетт — Пек
- Джастін Хокінс — Джош
- Тай Глейзер — Емілі
- Бернард Кей — преподобний Свон
- Річард Рейнесфорд — Чарльз
- Шон Чепмен — детектив Сьоржент

## Критика
На сайті IMDb рейтинг становить 3,6/10, Rotten Tomatoes — 12%.